# Облекло в Древен Египет
Египтяните се обличали твърде леко поради мекия климат, при който живеели. Облеклото на жените твърде малко се променило до Новото царство и се състояло от дълга прилепнала платнена рокля, завършваща под гърдите и придържана от две широки презрамки. Тази рокля обикновено е от едноцветен бял лен, но са открити и зелени, жълти и червени. След XVII династия тази рокля се носи, като към нея се прибавя и широка връхна дреха или пак дълга, прозрачна риза с дълги ръкави, покрита с бродирано и плисирано наметало. Накитите, най-вече герданите, допълват тоалета. Мъжкото облекло, което първоначално е още по-скромно, тъй като се е състояло само от калъф за пениса, претърпява огромни промени с времето, като се започне с къса, тясна препаска по време на Старото царство – начин на обличане, който, заедно с накитите и бижутата, е присъщ както на контето, така и на работника.
Египтяните носели само сандали, а и те не представлявали нищо повече от допълнение, съвсем не задължително, към дрехата. Най-често ходели боси. Въпреки това сандалите са им били познати от края на додинастическата епоха, но жените изобщо не ги слагали на краката си, а мъжете ги обували само когато трябвало да отидат някъде. В подобни случаи важните особи тръгвали, придружени от слугите си, един от които носел сандалите, които те обували едва като пристигнат на мястото. Сред висшите служители в двора се натъкваме на „носач на сандалите“ на фараона. По време на Средното царство единствено бедните нямат сандали, а останалите ги носели в ръка и ги обували само след като пристигнели там, накъдето са се запътили. Правилата за добро поведение в обществото не позволявали на никой да се обува в присъствието на по-висшестоящо лице, а било велика част за един високопоставен придворен да му бъде разрешено да се появи пред фараона със сандали. По времето на Новото царство обувките навлизат масово в бита.
Сандалите представлявали обикновена подметка от палмова кора, гайки от папирус, по-рядко от кожа, през която минавали две или три връзки от същата материя. Тези на фараоните от XVIII династия насам и на поданиците им можели да бъдат с дървено заострено бомбе.